# Estrilda de Salvadori
L'estrilda de Salvadori (Cryptospiza salvadorii) és una espècie d'ocell estríldid comunament trobada a Àfrica. S'ha estimat que l'extensió del seu hàbitat és de 190.000 km².
Es pot trobar a Burundi, la República Democràtica del Congo, Etiòpia, Kenya, Ruanda, el Sudan, Tanzània i Uganda.